# Haruko Sugimura
Haruko Sugimura (杉村春子, Sugimura Haruko), née le 6 janvier 1909 à Hiroshima et morte le 4 avril 1997 à Tokyo, est une actrice japonaise.

## Biographie

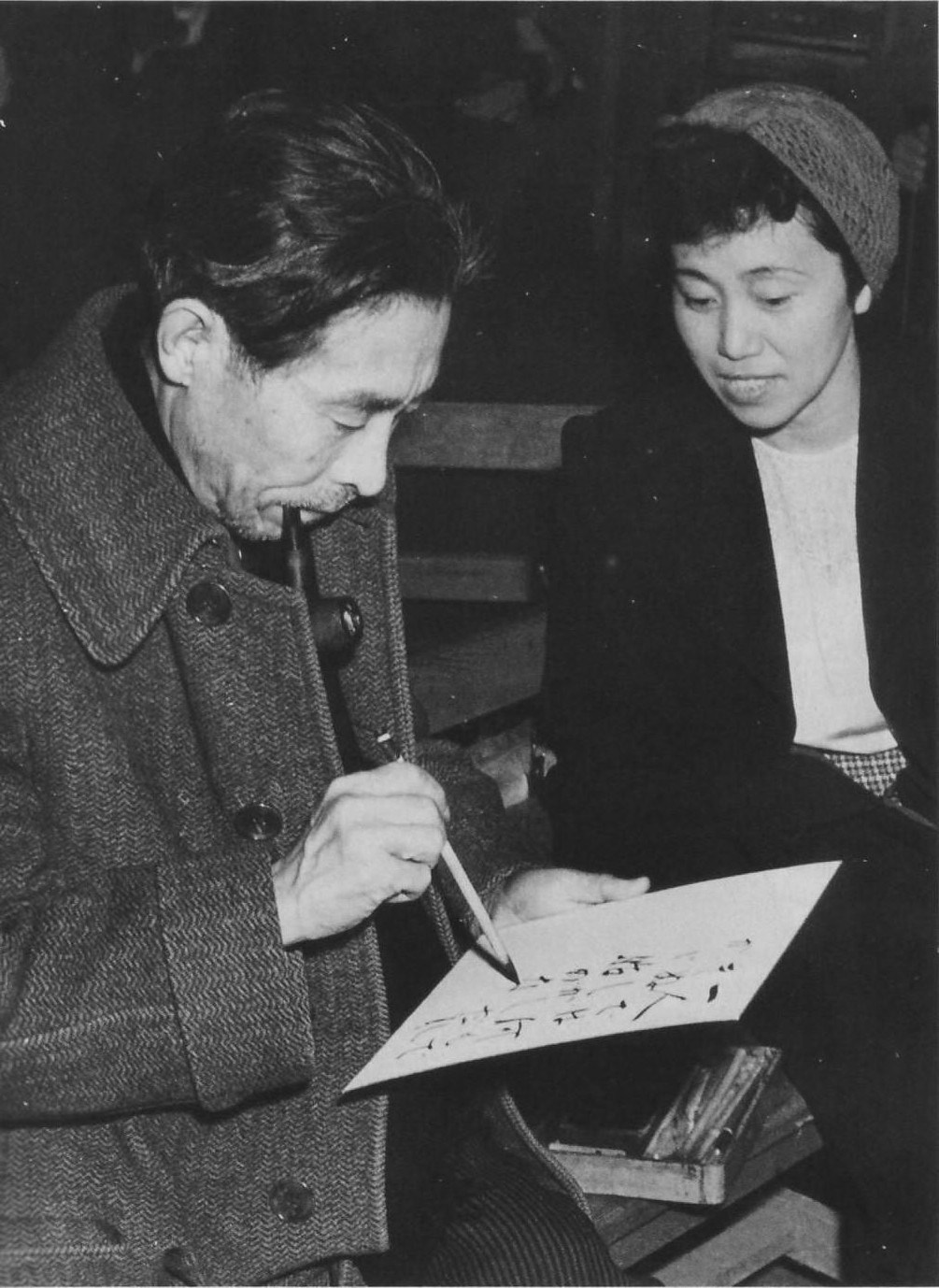
Haruko Sugimura aux côtés de l'écrivain Kunio Kishida.

Haruko Sugimura est une actrice de théâtre et de cinéma. Elle a tourné dans plus de 110 films entre 1937 et 1995.
En 1995, Haruko Sugimura refuse l'ordre de la Culture, affirmant « qu'elle ne se sentirait pas à l'aise sur scène si elle acceptait un prix dont elle se sentait indigne ». C'est Isuzu Yamada qui deviendra la première actrice récipiendaire de cette prestigieuse distinction en 2000.

## Filmographie
Sauf indication contraire, la filmographie de Haruko Sugimura est établie à partir de la base de données JMDb.

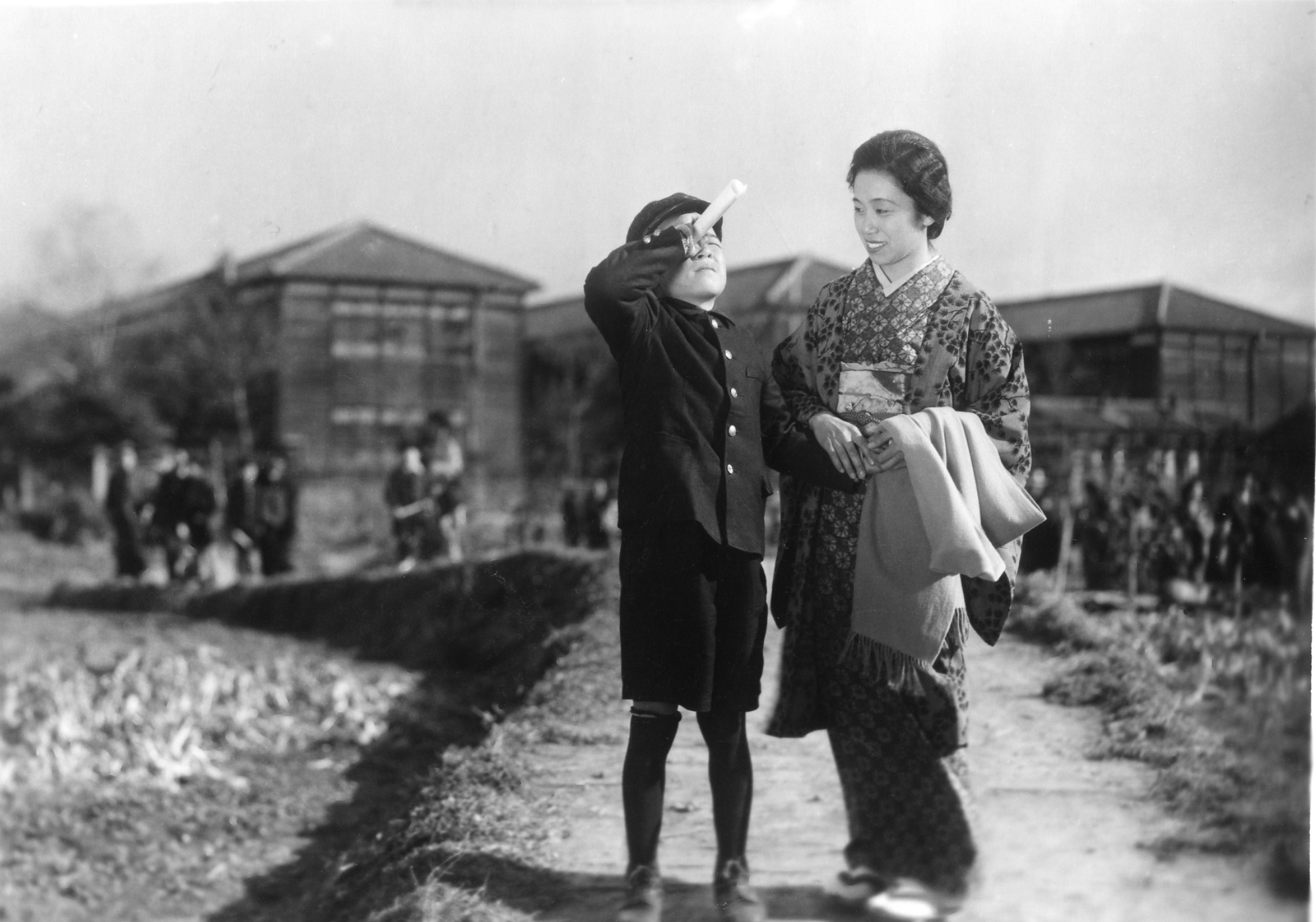
Haruko Sugimura dans Main dans la main, les enfants (1948).

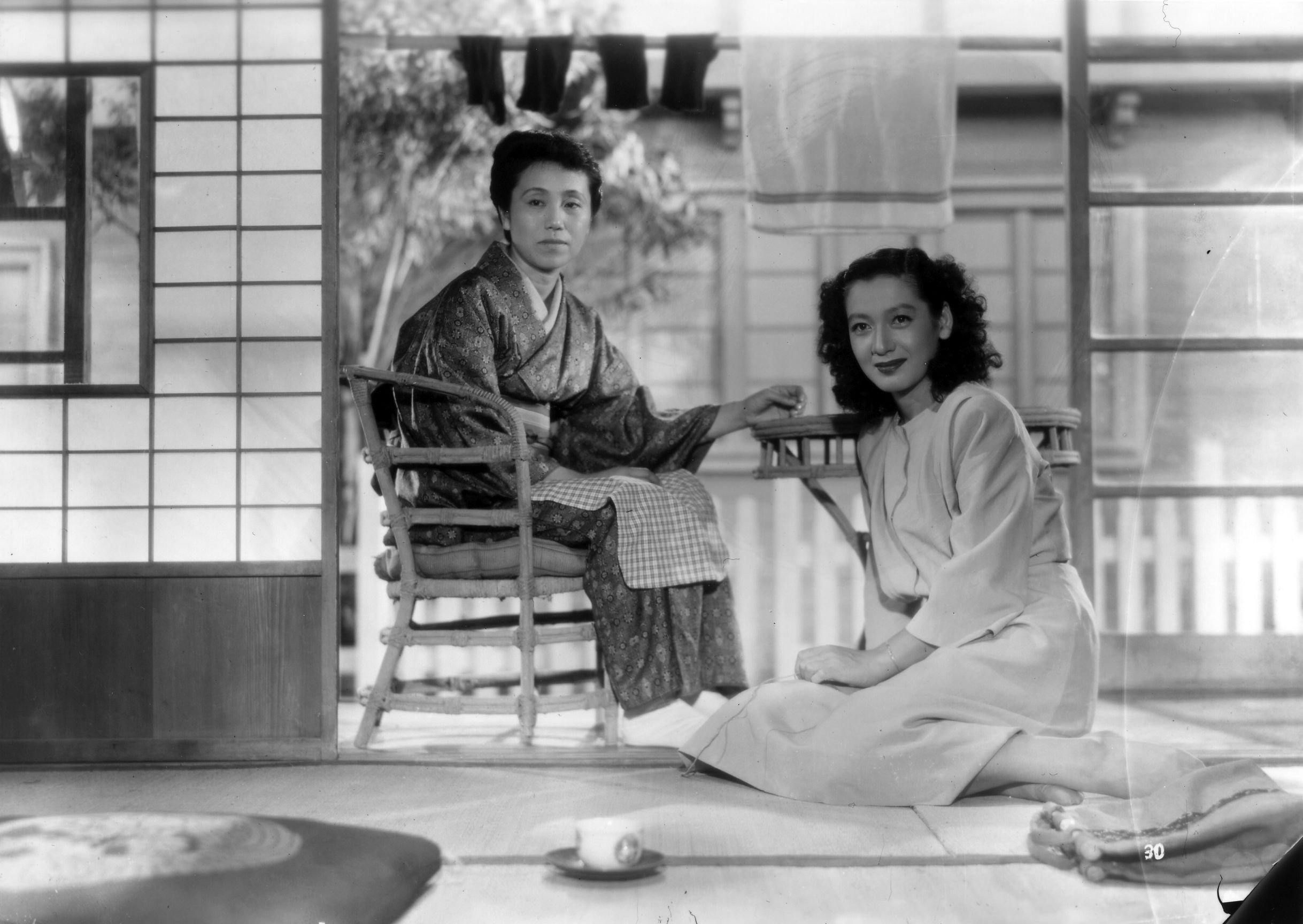
Haruko Sugimura et Setsuko Hara dans Printemps tardif (1949).

### Années 1930
- 1937 : Les Lumières d'Asakusa (浅草の灯, Asakusa no hi?) de Yasujirō Shimazu
- 1938 : Le Rossignol (鶯, Uguisu?) de Shirō Toyoda

### Années 1940
- 1940 : Jusqu'au jour du mariage (嫁ぐ日まで, Totsugu hi made?) de Yasujirō Shimazu
- 1940 : Ioko Okumura (奥村五百子, Okumura Ioko?) de Shirō Toyoda
- 1940 : Le Printemps des petites îles (小島の春, Kojima no haru?) de Shirō Toyoda
- 1940 : Le Village d'Ohinata (大日向村, Ōhinata mura?) de Shirō Toyoda
- 1941 : Le Héron blanc (白鷺, Shirasagi?) de Yasujirō Shimazu
- 1941 : Arashi no naka no otome (嵐の中の乙女?) de Raizō Hagino
- 1941 : Récit de notre amour (わが愛の記, Waga ai no ki?) de Shirō Toyoda
- 1941 : Jirō monogatari (次郎物語?) de Kōji Shima
- 1942 : Umi no haha (海の母?) de Masamitsu Igayama (ja)
- 1942 : Les Guirlandes des mers du Sud (南海の花束, Nankai no hanataba?) de Yutaka Abe
- 1942 : Yamasandō (山参道?) de Kōji Shima
- 1942 : La Carte d'une mère (母の地図, Haha no chizu?) de Yasujirō Shimazu
- 1944 : Hina washi no haha (雛鷲の母?) de Ren Yoshimura
- 1944 : Gekiryū (激流?) de Miyoji Ieki
- 1944 : L'Armée (陸軍, Rikugun?) de Keisuke Kinoshita : Setsu
- 1945 : Umi no tora (海の虎?) de Masahisa Sunohara (en) et Masamitsu Igayama (ja)
- 1945 : La Rose de mer (間諜海の薔薇, Kanchō: Umi no bara?) de Teinosuke Kinugasa
- 1945 : Umi no yobu koe (海の呼ぶ声?) de Masamitsu Igayama (ja)
- 1946 : Kigeki wa owarinu (喜劇は終りぬ?) de Hideo Ōba
- 1946 : Le Matin de la famille Osone (大曾根家の朝, Osoneke no asashi?) de Keisuke Kinoshita
- 1946 : Les Descendants de Taro Urashima (浦島太郎の後裔, Urashima Taro no koei?) de Mikio Naruse
- 1946 : Je ne regrette rien de ma jeunesse (わが青春に悔なし, Waga seishin ni kuinashi?) d'Akira Kurosawa
- 1947 : Quatre histoires d'amour (四つの恋の物語 第一話 初恋, Yottsu no koi no monogatari?) - 1er segment de Shirō Toyoda
- 1947 : Passion (情炎, Jōen?) de Minoru Shibuya
- 1947 : L'Éveil du printemps (春のめざめ, Haru no mezame?) de Mikio Naruse
- 1947 : Sanbon yubi no otoko (三本指の男?) de Sadatsugu Matsuda
- 1948 : Tentation (誘惑, Yuwaku?) de Kōzaburō Yoshimura
- 1948 : Main dans la main, les enfants (手をつなぐ子等, Te o tsunagu kora?) de Hiroshi Inagaki
- 1948 : Idainaru X (偉大なるＸ?) de Hideo Ōba
- 1948 : Toki no teisō (時の貞操?) de Ren Yoshimura
- 1948 : Koku'un kaidō (黒雲街道?) de Sadatsugu Matsuda et Kazuo Mori
- 1949 : Le Fantôme de Yotsuya (新釈 四谷怪談 前篇, Shinshaku Yotsuya kaidan: Zenpen?) de Keisuke Kinoshita : Omaki
- 1949 : Le Fantôme de Yotsuya II (新釈 四谷怪談 後篇, Shinshaku Yotsuya kaidan: Kōhen?) de Keisuke Kinoshita : Omaki
- 1949 : Haha no oka (母の丘?) de Taketaka Yagisawa
- 1949 : Printemps tardif (晩春, Banshun?) de Yasujiro Ozu

### Années 1950
- 1950 : Zoku furyō shōjo (続不良少女?) de Motoyoshi Oda

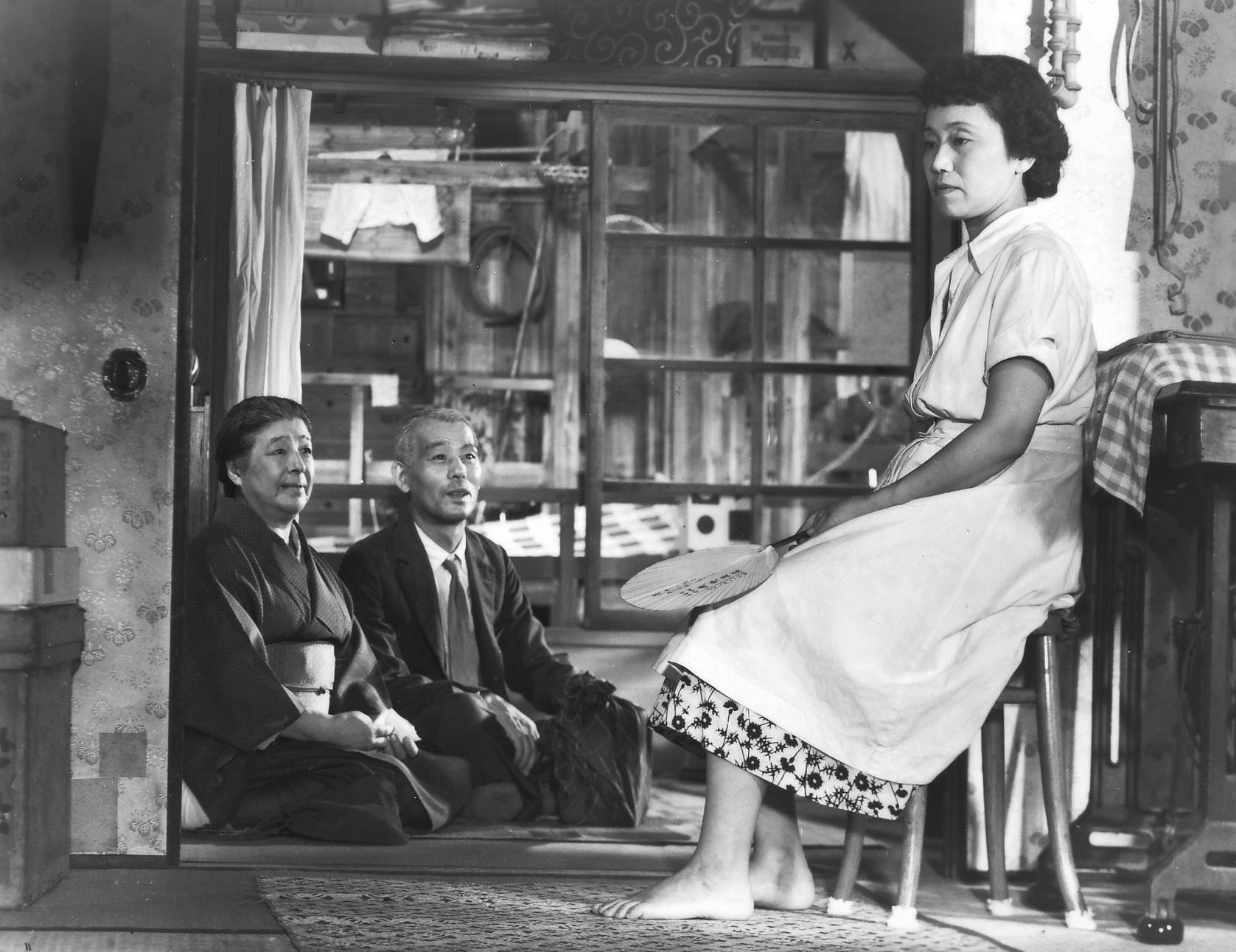
Chieko Higashiyama, Chishū Ryū et Haruko Sugimura dans Voyage à Tokyo (1953).

- 1950 : Les Quatre saisons de la femme (女の四季, Onna no shiki?) de Shirō Toyoda
- 1950 : Quand nous nous reverrons... (また逢ふ日まで, Mata au hi made?) de Tadashi Imai
- 1950 : Écoutez les grondements de l'océan (日本戦歿学生の手記 きけ、わだつみの声, Nippon senbotsu gakusei shuki: Kike wadatsumi no koe?) de Hideo Sekigawa
- 1950 : Nanairo no hana (七色の花?) de Masahisa Sunohara (en)
- 1951 : Avec Eriko I (えりことともに 第一部, Eriko to tomoni: Daiichibu?) de Shirō Toyoda
- 1951 : Avec Eriko II (えりことともに 第二部, Eriko to tomoni: Dainibu?) de Shirō Toyoda
- 1951 : L'École de la liberté (自由学校, Jiyū gakkō?) de Minoru Shibuya
- 1951 : Été précoce (麦秋, Bakushu?) de Yasujirō Ozu
- 1951 : Le Repas (めし, Meshi?) de Mikio Naruse
- 1951 : Inochi uruwashi (命美わし?) de Hideo Ōba
- 1952 : Seishun kaigi (青春会議?) de Toshio Sugie
- 1952 : Genroku suikoden (元禄水滸伝?) de Minoru Inuzuka
- 1952 : Le Vent, encore (風ふたゝび, Kaze futatabi?) de Shirō Toyoda
- 1952 : Kin no tamago (金の卵?) de Yasuki Chiba
- 1952 : Les Jeunes Gens (若い人, Wakai hito?) de Kon Ichikawa
- 1953 : Nuée d'oiseaux blancs (千羽鶴, Senbazuru?) de Kōzaburō Yoshimura
- 1953 : Himawari musume (ひまわり娘?) de Yasuki Chiba
- 1953 : Koshō musuko (胡椒息子?) de Kōji Shima
- 1953 : Montenrupa: Bōkyō no uta (モンテンルパ 望郷の歌?) de Takeo Murata (ja)
- 1953 : Voyage à Tokyo (東京物語, Tōkyō monogatari?) de Yasujirō Ozu
- 1953 : Eaux troubles (にごりえ, Nigorie?) de Tadashi Imai
- 1954 : Geisha Konatsu (芸者小夏?) de Toshio Sugie
- 1954 : Les Médailles (勲章, Kunsho?) de Minoru Shibuya
- 1954 : Derniers Chrysanthèmes (晩菊, Bangiku?) de Mikio Naruse
- 1954 : L'Histoire de Shunkin (春琴物語, Shunkin monogatari?) de Daisuke Itō
- 1955 : Une femme de Meiji (明治一代女, Meiji ichidai onna?) de Daisuke Itō
- 1955 : Journal d'un policier (警察日記, Keisatsu nikki?) de Seiji Hisamatsu
- 1955 : Kokoro ni hana no saku hi made (心に花の咲く日まで?) de Shin Saburi
- 1955 : L'Impératrice Yang Kwei-Fei (楊貴妃, Yōkihi?) de Kenji Mizoguchi
- 1955 : Geisha Konatsu: Hitori neru yo no Konatsu (芸者小夏 ひとり寝る夜の小夏?) de Nobuo Aoyagi
- 1955 : Comme une fleur des champs (野菊の如き君なりき, Nogiku no gotoki kimi nariki?) de Keisuke Kinoshita
- 1955 : Aogashima no kodomotachi: Onna kyōshi no kiroku (青ヶ島の子供たち 女教師の記録?) de Nobuo Nakagawa
- 1956 : Printemps précoce (早春, Sōshun?) de Yasujirō Ozu
- 1956 : Traces de femmes (女の足あと, Onna no ashiato?) de Minoru Shibuya
- 1956 : Au gré du courant (流れる, Nagareru?) de Mikio Naruse
- 1957 : Le Train bondé (満員電車, Man'in densha?) de Kon Ichikawa
- 1957 : Chikaku te tōki wa (近くて遠きは?) de Yoshiaki Banshō (ja)
- 1957 : Crépuscule à Tokyo (東京暮色, Tōkyō boshoku?) de Yasujirō Ozu
- 1957 : Hadaka no machi (裸の町?) de Seiji Hisamatsu
- 1958 : La tristesse est aux femmes (悲しみは女だけに, Kanashimi wa onna dakeni?) de Kaneto Shindō : Chiyoko
- 1958 : Hana no bojo (花の慕情?) de Hideo Suzuki
- 1958 : Nuages d'été (鰯雲, Iwashigumo?) de Mikio Naruse : Toyo
- 1959 : Bonjour (お早う, Ohayo?) de Yasujirō Ozu
- 1959 : Beauté coupable (美貌に罪あり, Bibō ni tsumi ari?) de Yasuzō Masumura
- 1959 : Pèlerinage nocturne (暗夜行路, An'ya kōro?) de Shirō Toyoda
- 1959 : Kashimanada no onna (鹿島灘の女?) de Sō Yamamura
- 1959 : La Naissance du Japon (日本誕生, Nippon tanjō?) de Hiroshi Inagaki
- 1959 : Herbes flottantes (浮草, Ukigusa?) de Yasujirō Ozu

### Années 1960
- 1960 : Banana (バナナ?) de Minoru Shibuya
- 1960 : Filles, épouses et une mère (娘・妻・母, Musume tsuma haha?) de Mikio Naruse
- 1960 : La Femme qui touchait les jambes (足にさわった女, Ashi ni sawatta onna?) de Yasuzō Masumura
- 1960 : Fūryū Fukagawa uta (風流深川唄?) de Sō Yamamura
- 1960 : Kutsukate Tokijirō (沓掛時次郎?) de Kazuo Ikehiro
- 1961 : Dernier Caprice (小早川家の秋, Kohayagawake no aki?) de Yasujirō Ozu : Shige Katō
- 1961 : Bouddha (釈迦, Shaka?) de Kenji Misumi
- 1961 : Le Conspirateur (反逆児, Hangyakuji?) de Daisuke Itō
- 1962 : Circonstances familiales (家庭の事情, Katei no jijō?) de Kōzaburō Yoshimura
- 1962 : La Place de la femme (女の座, Onna no za?) de Mikio Naruse : Aki
- 1962 : Tant qu'il y a demain (明日ある限り, Ashita aru kagiri?) de Shirō Toyoda
- 1962 : Musume to watashi (娘と私?) de Hiromichi Horikawa
- 1962 : Le Serment rompu (破戒, Hakai?) de Kon Ichikawa
- 1962 : Le Goût du saké (秋刀魚の味, Sanma no aji?) de Yasujirō Ozu
- 1963 : La Mère (母, Haha?) de Kaneto Shindō
- 1964 : Kwaïdan (怪談, Kaidan?) de Masaki Kobayashi
- 1964 : Le Parfum de l'encens (香華, Koge?) de Keisuke Kinoshita : Tarōmaru
- 1965 : Samouraï (侍, Samurai?) de Kihachi Okamoto : Tsuru
- 1965 : Tristesse et beauté (美しさと哀しみと, Utsukushisa to kanashimi to?) de Masahiro Shinoda : la mère d'Otoko
- 1965 : Barberousse (赤ひげ, Akahige?) d'Akira Kurosawa
- 1965 : Rokujo yukiyama tsumugi (六條ゆきやま紬?) de Zenzō Matsuyama
- 1966 : Jinchō-ge (沈丁花?) de Yasuki Chiba
- 1967 : La Femme du docteur Hanaoka (華岡青洲の妻, Hanaoka Seishū no tsuma?) de Yasuzō Masumura : la narratrice
- 1968 : L'Usine aux esclaves (ドレイ工場, Dorei kōjo?) de Satsuo Yamamoto et Atsushi Takeda

### Années 1970
- 1971 : Onna no hanamichi (女の花道?) de Tadashi Sawashima
- 1973 : Kaseki no mori (化石の森?) de Masahiro Shinoda
- 1974 : Le Vaurien : la guerre des territoires (悪名 縄張荒らし, Akumyō: Shima arashi?) de Yasuzō Masumura

### Années 1980
- 1983 : J'ai vécu, mais... (生きてはみたけれど 小津安二郎物語, Ikite wa mita keredo: Ozu Yasujirō den?) de  Kazuo Inoue (ja)

### Années 1990
- 1992 : Histoire singulière à l'est du fleuve (濹東綺譚, Bokutō kidan?) de Kaneto Shindō : la mère de Kafū
- 1995 : Le Testament du soir (午後の遺言状, Gogo no Yuigon-jo?) de Kaneto Shindō

## Distinctions
En 1995, Haruko Sugimura refuse l'ordre de la Culture.

### Récompenses
- 1952 : prix Blue Ribbon du meilleur second rôle féminin pour Été précoce, Le Repas et Inochi uruwashi[4]
- 1954 : prix Mainichi du meilleur second rôle féminin pour Voyage à Tokyo et Eaux troubles[5]
- 1968 : récipiendaire du prix Asahi
- 1974 : personne de mérite culturel
- 1995 : Nikkan Sports Film Award de la meilleure actrice pour Le Testament du soir[6]
- 1996 : prix Mainichi de la meilleure actrice pour Le Testament du soir[7]
- 1996 : prix Kinema Junpō de la meilleure actrice pour Le Testament du soir[8]
- 1998 : prix spécial de la Japan Academy pour l'ensemble de sa carrière[9]
- 1998 : prix spécial du film Mainichi pour l'ensemble de sa carrière[10]